# Jeff Schultz
Jeffrey „Jeff“ Schultz (* 25. Februar 1986 in Calgary, Alberta) ist ein ehemaliger kanadischer Eishockeyspieler, der zwischen 2002 und 2018 unter anderem 445 Spiele für die Washington Capitals und Los Angeles Kings in der National Hockey League auf der Position des Verteidigers bestritten hat. Seinen größten Karriereerfolg feierte Schultz in Diensten der Los Angeles Kings mit dem Gewinn des Stanley Cups im Jahr 2014. Darüber hinaus gewann er auch den Calder Cup der American Hockey League sowie den prestigeträchtigen Spengler Cup.

## Karriere
Der 1,98 m große Verteidiger begann seine Karriere bei den Calgary Hitmen in der kanadischen Juniorenliga Western Hockey League, bevor er beim NHL Entry Draft 2004 als 27. in der ersten Runde von den Capitals ausgewählt (gedraftet) wurde.
Zunächst wurde der Linksschütze bei den Hershey Bears, einem Washington-Farmteam in der AHL, eingesetzt, gegen die New Jersey Devils gab Schultz schließlich am 22. Dezember 2006 sein NHL-Debüt für die Capitals. Nach vier Spielen bei den Hauptstädtern kehrte der Abwehrspieler zwar wieder zu den Hershey Bears zurück, er brachte es in der Saison jedoch auf insgesamt 38 NHL-Einsätze.
Ab der Saison 2007/08 gehörte Schultz zum festen Stammpersonal der Washington Capitals. Im Juli 2013 wurde sein Kontrakt von den Capitals frühzeitig ausbezahlt (buy out). Wenige Tage später unterzeichnete er einen Einjahresvertrag bei den Los Angeles Kings. Dort kam er jedoch vorerst zu keinem Einsatz und wurde im September 2013 zu den Manchester Monarchs in die American Hockey League geschickt. Bei den Monarchs verbrachte er die gesamte reguläre Saison und absolvierte auch zwei Play-off-Partien, ehe er für die Stanley-Cup-Play-offs ins NHL-Aufgebot der Kings berufen wurde und dort sieben Play-off-Einsätze hatte. Auf Anfrage der Los Angeles Kings hin wurde sein Name ebenfalls auf den Stanley Cup graviert, den die Mannschaft in diesem Jahr gewann – die Kriterien für eine automatische Berücksichtigung hatte er verfehlt.
Mit Beginn der Saison 2014/15 kehrte Schultz in den Kader der Manchester Monarchs zurück und gewann dort am Ende der Saison erneut den Calder Cup. Nach der Spielzeit 2015/16 erhielt der Verteidiger keinen neuen Vertrag in Los Angeles und schloss sich daher im Juli 2016 als Free Agent den Anaheim Ducks an. Dort kam er allerdings ausschließlich bei den San Diego Gulls zum Einsatz und unterzeichnete bei diesen im Juli 2017 einen rein auf die AHL beschränkten Vertrag.

## Erfolge und Auszeichnungen
| - 2004 Teilnahme am CHL Top Prospects Game - 2006 WHL East Second All-Star-Team - 2006 Calder-Cup-Gewinn mit den Hershey Bears - 2010 NHL Plus/Minus Award (nicht offiziell vergeben) | - 2014 Stanley-Cup-Gewinn mit den Los Angeles Kings - 2015 Calder-Cup-Gewinn mit den Manchester Monarchs - 2017 Spengler-Cup-Gewinn mit dem Team Canada |

## Karrierestatistik

### International
Vertrat Kanada bei:
- U18-Junioren-Weltmeisterschaft 2004

(Legende zur Spielerstatistik: Sp oder GP = absolvierte Spiele; T oder G = erzielte Tore; V oder A = erzielte Assists; Pkt oder Pts = erzielte Scorerpunkte; SM oder PIM = erhaltene Strafminuten; +/− = Plus/Minus-Bilanz; PP = erzielte Überzahltore; SH = erzielte Unterzahltore; GW = erzielte Siegtore; 1 Play-downs/Relegation; Kursiv: Statistik nicht vollständig)